# Landsorganisationen af Elever
Landsorganisationen af Elever (LOE) eller Lands-Organisationen af Elever var den første og mest udadvendt aktive landsdækkende elevorganisation på grundskoleområdet i Danmarks historie. LOE blev dannet i 1969 på initiativ af et arbejdsudvalg og 12 regionale elevrådsammenslutninger og eksisterede til 1991.
LOE havde i mange år tilslutning blandt eleverne. Det kom tydeligst til udtryk i en serie af store demonstrationer i slutningen af 1970'erne og begyndelsen af 1980'erne, hvor LOE samlede mellem 50.000 og 100.000 elever på Christiansborg Slotsplads (mest succes, hvad angår opnåede resultater og øget tilslutning til LOE havde LOE med demonstrationen for flere timer d. 16. marts 1977).
LOE fungerede som en kamporganisation, der skulle sætte elevers rettigheder og politiske holdninger på dagsordenen og som en serviceorganisation og fagforening for elever.  LOE udgav i slutningen af 1970'erne "Elevhåndbogen", som var et årligt opslagsværk for folkeskoleelever.
Fra december 1969 til august 1970 udgjorde de 12 regionale elevrådssammenslutninger LOE's medlemsbasis, men efter august 1970 var grundlaget de enkelte elevråd og deres repræsentanter. Det højeste medlemstal (kontingentbetalende elevråd) ifølge LOE's regnskaber var i 1980, hvor lidt over 350 elevråd var medlemmer af LOE.
Fra slutningen af 1970'erne opstod en række mere eller mindre formelle oppositionsgrupper i organisationen. I 1978 brød en gruppe, De Uafhængige Elever, med LOE og dannede deres egen landsorganisation, der siden 1979 blev kendt som Folkeskoleelevernes Landsorganisation (FLO).
I 1984-1985 gjorde en ny fraktionsgruppe, basis, sig gældende inden for LOE med krav om ændring i foreningens politiske og organisatoriske linje. Oprøret endte med, at LOE i 1985 knækkede over i to dele, efter at organisationen fra februar til april 1985 havde haft to konkurrerende formænd. Ca. halvdelen af deltagerne udvandrede på en ekstraordinær generalforsamling i april 1985 og dannede   Danmarks Elev Organisation (DEO). En årsag var politisk fløjkrig mellem venstrefløjen med ungkommunisterne, der delvis var organiseret i  DKU, og socialdemokrater. Det var den socialdemokratisk inspirerede fløj, der udvandrede. Dokumentarfilmen Desmåskrig fra 2007 giver en indlevet men partisk fortælling om bruddet. 
LOE fortsatte til 1991, hvor LOE blev nedlagt, og indgik i DEO.
Gennem tiden udgav LOE flere forskellige blade og nyhedsbreve. F.eks. bladet Eleven der udkom fra september 1977 og frem til april 1991.

## Formænd for LOE
- 07.12.1969 – xx.01.1971: Carsten Høeg-Petersen
- xx.01.1971 – 12.12.1971: Carsten Vesterø Jensen
- 12.12.1971 – 10.12.1972: Erik Kulavig Jørgensen
- 10.12.1972 – 09.12.1973: Karin Staal Pedersen
- 09.12.1973 – 16.03.1975: Klaus Henriksen
- 16.03.1975 – 28.02.1976: Jepser Hjorth Larsen
- 28.02.1976 – 16.10.1977: Jens Pagh
- 16.10.1977 – 25.02.1979: Anne-Birgitte Agger ("Gigger")
- 25.02.1979 – 19.10.1980: Ole Jensen
- 19.10.1980 – 18.10.1981: Brian Lang Hansen
- 18.10.1981 – 20.02.1983: Karsten Kolding
- 20.02.1983 – 07.10.1984: Anja Nielsen
- 07.10.1984 – 14.04.1985: Marianne Kamper
- 28.02.1985 – 14.04.1985: Dennis Kruse Lund
- 14.04.1985 – 03.11.1985: Michael Dabrowski
- 03.11.1985 – 01.11.1987: Mette Støvring
- 01.11.1987 – 02.04.1989: Maja Bødtcher-Hansen
- 02.04.1989 – xx.04.1990: Nanna Bøttcher
- 02.04.1989 – xx.11.1990: Camilla Saaskin Jessen
- xx.11.1990 – 19.04.1991: Dennis Steven Leweson ("Stewie")

## Ekstern henvisning
- Opslag på leksikon.org om den danske elevbevægelse

- Opslag på leksikon.org om protestaktiviteter blandt elever, studerende og lærlinge i Danmark efter 1960

- Knud Holt Nielsen: "Da skoleeleverne blev fagligt organiseret" i Tidsskriftet Arbejderhistorie nr. 3, oktober 2000. Udgivet af SFAH (Webside ikke længere tilgængelig)

- Knud Holt Nielsen: "Skoleelever i aktion", trykt i Gritt Bykilde (red.): "Når unge udfordrer demokratiet", Center for Ungdomsforskning, Roskilde Universitetsforlag 2000 Arkiveret 22. maj 2010 hos  Wayback Machine

- Knud Holt Nielsen: "80ernes uddannelseskamp set i frøperspektiv", trykt i Anders Mathisen (red.): "Projektarbejde i praksis", forlaget Unge Pædagoger 1999 Arkiveret 4. januar 2012 hos  Wayback Machine

- Stinne Mølgård: "Den historiske baggrund for BES". Beslutningsprotokol. Brøndby Elev Sammenslutning. Generalforsamling d. 28. januar 1978. (ss. 14-18)

- Aage Hjelm-Hansen: "Så ringe er den forståelse, der vises mod børnene. To elev-formænd taler lige ud om ti års erfaringer med voksne". Politiken, mandag d. 4. december 1978. (2. sektion, side 1)

- Flemming Hansen: "Sådan styrer kommunister dine børn i skolen". B.T. tirsdag d. 15. maj 1984. (s. 20 & s. 25)

- Elisa Nielsen: "Forsøg på at bryde DKP's 'sololøb'". Aktuelt, onsdag d. 10. april 1985

- Jørn Mikkelsen: "Ikke for skolen – men for partiet". Berlingske Tidende, søndag d. 28. april 1985. (ss. 6-7)

- Allan Sten Svendsen: "Sammenlægning af LOE og DEO!!!". Den seriøse stødtand, Nr. 2, 1991 (udgivet af KFE & DEO Kbh.)

- Christian Ingemann Nielsen & Martin Østergaard-Nielsen: "Elev-krigen", Hovedopgave 8. semester – Danmarks Journalist Højskole, juni 1996

- Ole Ryhl Olsson (et al.) (red.): "Skolegårdens politikere. Elevbevægelsen – fra opdragelse til medbestemmelse", København, 1998

- Knud Holt Nielsen: "Kampen om elevbevægelsen. Landsorganisationen af elever 1969-1985", speciale, RUC 1999

- Knud Holt Nielsen: "Giv mig de rene og ranke... Danmarks Kommunistiske Ungdom 1960-1990", SFAHs skriftserie nr. 49, Viborg, 2008

- Ole Ryhl Olsson: "Markante begivenheder i elevbevægelsen 1854 - 1986. En tidslinie for begivenheder m.m. med tilknytning til den danske skoleelev-bevægelse fra det 19. århundrede og frem til 1986", 2012